# Idéal standard
Ne doit pas être confondu avec Ideal Standard, société multinationale.
Albums de Jean-Louis Aubert
Comme on a dit
(2003) Premières Prises
(2008)
Singles
1. Parle-moi
Sortie : 26 décembre 2005
2. Ailleurs
Sortie : mai 2006
3. On vit d'amour
Sortie : 2006
4. On aime
Sortie : 2006
5. À ceux qui passent
Sortie : 2007

Idéal standard est le sixième album studio de Jean-Louis Aubert paru en solo le 14 novembre 2005.

## Présentation
Comme à son habitude, Aubert (à 50 ans) met le ton avec des musiques de plus en plus recherchées, textuellement et musicalement. L'album remporte un franc succès (le mieux vendu depuis 1987) avec plus de 450 000 ventes, et une nouvelle tournée « DvDisée » est enclenchée, rallongée de plusieurs dates par son succès. Le premier extrait Parle-moi (diffusé à la radio) entre dans le top 10 des chartes des singles. Les singles Ailleurs, On Vit d'Amour, On Aime et À ceux qui Passent paraissent plusieurs mois après la sortie de l'album.

## Historique
Après la tournée de l'album Comme un accord, Jean-Louis Aubert se retire pour écrire de nouvelles chansons inspirées du quotidien. Puis il se rend au château d'Hérouville pour l'enregistrer pendant plusieurs mois, accompagné de musiciens dont son ami Richard Kolinka, ou le compositeur canadien Chilly Gonzales.

## Caractéristiques artistiques
D'après une vidéo "auto-interview" de Jean-Louis Aubert réalisé à Arcachon avant la sortie de cet album (disponible en bonus sur la première édition digipack CD/DVD).
1. Idéal standard : "De plus en plus de gros médias proposent un idéal [...], on a tous une histoire personnelle, si on a bien des idées en communs, on ne trouvera pas le bonheur en le calquant sur le modèle général. J'aime la communauté et les autres."
2. Parle-moi : "Je n'sais pas toujours dans les couplets si c'est une autre personne qui me dirait des platitudes ou de réelles revendications... Je trouve qu'il y a trop de modèles en nous, prendre notre temps... C'est un peu thérapeutique : racontez votre vie, d'où vous venez..."
3. Ailleurs : "Je regardais la télé une nuit vers 5h du matin... on posait cette question à Peter Brook, un metteur en scène que je respecte beaucoup : Quelle est votre phrase préférée ? Il a répondu : Il y a un monde ailleurs."
4. Glissons : "Je me rappelais du morceau Le taxi las dans lequel on glissait dans les rues de Paris au volant d'un taxi imaginaire. Je ne sais jamais si je me parle d'un voyage intérieur ou extérieur dans cette chanson."
5. Le point final : "Ma chanson préférée de l'album, c'est mon amour pour la planète. Qu'est-ce qu'on va laisser à nos enfants ? Tout ça nous échappe... On arrive à changer nos comportements. Ça devait être la solution finale, mais finalement j'ai préféré Le point final car il fallait que ça reste léger."
6. On vit d'amour : "C'est une chanson que je me traîne depuis une quinzaine d'années, tellement simple. En tout cas elle ne passait pas le cap des autres albums car on se demandait si elle valait le coup d'être enregistrée; finalement elle revenait dans mes listes avant chaque album. J'ai l'impression qu'elle avait envie d'être dite. J'ai invité Loulou et Nina, mes petites-filles par alliance, et je les trouve formidables, ça allait parfaitement à cette chanson naïve."
7. L'heure bleue : "Ce morceau a été écrite sur ce bassin [d'Arcachon], au départ c'était une chanson très longue. J'ai appris que l'heure bleue c'est vers 4h du matin où plus rien ne se passe."
8. Tu comptes : "Chanson d'amour. Avant dans cet album, je n'arrivais pas à dire le mot amour, là, vous êtes servis ! Souvent j'ai du mal à accepter ma naïveté en disant plusieurs fois le mot amour parce que peut-être un manque d'inspiration ou ce qui se passe à l'aube de mes 50 ans. J'ai accepté la deuxième solution. L'évidence de l'amour, c'est ce qui indique la direction."
9. On aime : "J'avais écrit ce morceau quand j'étais au studio La Loupe à Boulogne-Billancourt pendant 10 ans qui m'as énormément manqué quand j'étais en tournée. Finalement quand je suis rentré, je me suis trouvé homeless au niveau de la musique. J'ai cherché 6 mois où me mettre. Je ne trouvais pas ma place. Ça s'est terminé au château d'Hérouville, là où il a fait très froid, il était un peu abandonné, j'avais un petit radiateur, j'ai passé tout l'hiver. Heureusement, le groupe venait pour me tenir compagnie. Les paroles faisait 6 pages bouillonnées et très dense. Sur ce sentiment, j'avais envie dire à mon père que j'avais hérité son regard sur la vie...".
10. Le meilleur de toi-même : "Je trouvais ce thème imparable, ce genre de thème auquel on se raccroche sur un trapèze. Je suis vraiment comme ça, à pousser ma voix au maximum, et je crois donner le meilleur de moi-même, se jeter du plongeoir."
11. Je pars : "Moi aussi musicien je suis un cowboy, excusez-moi mais je dois partir, le devoir m'appelle, j'ai passé ma vie à partir. Dans ma tour j'écris Je pars toujours je pars. Peut-être que je fuis aussi. Ce qui est sûr, je vais continuer d'investir."
12. À ceux qui passent : "Je voulais la mettre en premier, mais elle aurait détruit l'album. C'est aussi une chanson idéal standard, un produit. Il faut prendre tout cela à bras le corps et qu'on ne pense pas qu'on ne retournera pas en arrière. Peut-être qu'un jour, il aura un monde post-moderne où il y aurait des rastas jamaïquains et des restes technologiques... Voilà, nous serons tous celui-là..."

## Liste des chansons
| 1.    | Idéal standard                                               | 3:34 |
| 2.    | Parle-moi                                                    | 3:40 |
| 3.    | Ailleurs                                                     | 3:55 |
| 4.    | Glissons                                                     | 3:14 |
| 5.    | Point final                                                  | 3:58 |
| 6.    | On vit d'amour                                               | 3:35 |
| 7.    | L'heure bleue                                                | 2:01 |
| 8.    | Tu comptes                                                   | 3:59 |
| 9.    | On aime (à Jean-Yves)                                        | 3:42 |
| 10.   | Le meilleur de toi-même                                      | 3:50 |
| 11.   | Je pars                                                      | 3:06 |
| 12.   | À ceux qui passent                                           | 4:05 |
| 13.   | Sensation (Piste cachée ; reprise du poème d'Arthur Rimbaud) | 3:04 |
| 45:43 |                                                              |      |

## Personnel
- Jean-Louis Aubert : Multi-instruments + Voix
- Gonzales : Multi-instruments + Effets
- Richard Kolinka : Batterie
- Thomas Semence : Guitare + Percussions
- Laurent Vernerey : Basses
- Pierre Guiard : Basse sur On Aime